# Команія
Команія (словен. Komanija) — поселення в общині Доброва-Полхов Градець, Осреднєсловенський регіон, Словенія. 
Висота над рівнем моря: 311,4 м.